# Hong Kong FA Cup 2016/17
Der Hong Kong FA Cup 2016/17, aus Sponsorengründen auch als CODEX FA Cup bekannt, war die 42. Austragung eines Fußballwettbewerbs in Hongkong. Teilnehmer waren die elf Mannschaften der ersten Liga, der Hong Kong Premier League. Titelverteidiger war der Hong Kong Pegasus FC.

## Termine
| Runde         | Datum                                                 |
| ------------- | ----------------------------------------------------- |
| 1. Runde      | 17. Dezember 2016 18. Dezember 2016 20. Dezember 2016 |
| Viertelfinale | 13. April 2017 15. April 2017 16. April 2017          |
| Halbfinale    | 29. April 2017 30. April 2017                         |
| Finale        | 15. Mai 2017                                          |

## 1. Runde
|                                                | Ergebnis |                |
| ---------------------------------------------- | -------- | -------------- |
| 17. Dezember 2016 (Sham Shui Po Sports Ground) |          |                |
| Tai Po FC                                      | 1:5      | South China AA |
| 18. Dezember 2016 (Sham Shui Po Sports Ground) |          |                |
| Biu Chun Glory Sky                             | 1:0      | R&F            |
| 20. Dezember 2016 (Siu Sai Wan Sports Ground)  |          |                |
| Hongkong FC                                    | 1:5      | Kitchee SC     |

## Viertelfinale
|                                              | Ergebnis        |                    |
| -------------------------------------------- | --------------- | ------------------ |
| 13. April 2017 (Mong Kok Stadium)            |                 |                    |
| Hong Kong Pegasus FC                         | 0:1             | Kitchee SC         |
| 15. April 20176 (Sham Shui Po Sports Ground) |                 |                    |
| Yuen Long FC                                 | 0:4             | Eastern AA         |
| 15. April 2017 (Mong Kok Stadium)            |                 |                    |
| Hong Kong Rangers FC                         | 1:1 (3:4 i. E.) | South China AA     |
| 16. April 2017 (Sham Shui Po Sports Ground)  |                 |                    |
| Southern District FC                         | 3:1             | Biu Chun Glory Sky |

## Halbfinale
|                                   | Ergebnis |                      |
| --------------------------------- | -------- | -------------------- |
| 29. April 2017 (Mong Kok Stadium) |          |                      |
| Kitchee SC                        | 2:1      | Southern District FC |
| 30. April 2017 (Mong Kok Stadium) |          |                      |
| South China AA                    | 1:0      | Eastern AA           |

## Finale
|                                 | Ergebnis |                |
| ------------------------------- | -------- | -------------- |
| 15. Mai 2016 (Mong Kok Stadium) |          |                |
| Kitchee SC                      | 2:1      | South China AA |